# Soft Input Panel
Das Soft Input Panel (auch als S.I.P. bezeichnet) ist eine spezielle On-Screen-Eingabemethode für Geräte, die keine Standard-Tastaturen aufweisen. S.I.P wird allgemein in Microsoft Pocket PCs und Tablets eingesetzt, die über keine eigene Tastatur verfügen.
Im Betriebssystem Microsoft Windows ist ein ähnliches Panel integriert, das auf dem Bildschirm als Microsoft Active Accessibility (MSAA) dargestellt wird. Es beinhaltet auch die Möglichkeit, das Layout in Bezug auf die jeweilig gewünschte Tastatursprache und Tastenbelegung zu verändern.
Das von der Microsoft Corporation eingesetzte Panel wurde im Jahre 1998 erstmalig zum Patent angemeldet.

## Verfahren
Die Eingabe von Benutzerdaten erfolgt mit Hilfe einer grafischen Fensterumgebung. Ein berührungsempfindlicher Anzeigebildschirm dient zum Anzeigen von Bildern und dem Erfassen der Benutzeraktivität. Es handelt sich dabei um eine Management-Komponente, die eine Verbindung von der grafischen Umgebung zu einem Eingabefeldfenster, dass auf dem Bildschirm angezeigt wird, erzeugt.
Wenn der Benutzer den Bildschirm an der Eingabeumgebung berührt, ruft diese Eingabe die Funktion der Managementkomponente auf und die entsprechenden Eingangsinformationen werden wie bei einem herkömmlichen Tastendruck übernommen.
In weiterer Folge übermittelt die Managementkomponente die Nutzdaten an die grafische Fensterumgebung als Nachricht zurück, wobei ein Anwendungsprogramm diese empfängt und die Nachricht so dargestellt wird, als ob die entsprechenden Daten mittels einer Hardware-Eingabevorrichtung (Tastatur) generiert worden wären.